# NGC 3726
NGC 3726 هي مجرة حلزونية تقع في كوكبة الدب الأكبر. تبعد حوالي 45 مليون سنة ضوئية من الأرض نظرا لأبعادها الظاهرة اكتشفها ويليام هيرشيل في 5 فبراير 1788.

## البنية
NGC 3726 هي مجرة حلزونية مع قضيب صغير، ينظر اليه مع ميل متوسط. القضيب 1.38 دقيقة قوسية وينتهي في الحلقة الداخلية مع 1.50 دقيقة قوسية. تقع المناطق النجمية لتكوين النجوم.
جنوب المجرة ألمع من الشمال الدوامة الحلزونية سميكة ومحددة. نمط دوامة المجرة مضطربة قليلا وغير متناظرة. يوجد العديد من المناطق المشرقة في المجرة. المجرة لديها هالة المادة المظلمة الضخمة.
نواة المجرة تستضيف ثقب أسود فائق مع كتلة 106.5 (3 ملايين) كتلة شمسية، على أساس الانتفاخ الموجود بالمجرة.

## المجرات القريبة
NGC 3726 تنتمي إلى مجموعة NGC 3877. وهي جزء من مجموعة جنوب الدب الأكبر، وهي جزء من عنقود مجرات العذراء العظيم. المجرات الأخرى في نفس المجموعة هي NGC 3893 و NGC 3896 و NGC 3906 و NGC 3928 و NGC 3949 و NGC 3985 و NGC 4010. كما يمكن أن تكون ذات صلة حركيا بالمجرات الصغيرة NGC 3769 و NGC 3782، وتقع على مسافة زاوية 68 درجة و 69 درجة على التوالي.

## وصلات خارجية
- NGC 3726 على موقع ويكي سكاي: DSS2, SDSS, GALEX, IRAS, Hydrogen α, X-Ray, Astrophoto, Sky Map, Articles and images